# باقالی (استان آلماتی)
باقالی (به قزاقی: Bakaly) یک منطقهٔ مسکونی در قزاقستان است که در شهرستان سرکند واقع شده‌است.